# José Sanfilippo
José Sanfilippo (Buenos Aires, 4 mei 1935) is een voormalig Argentijnse voetballer. 
Hij begon zijn carrière bij San Lorenzo, waarvoor hij 260 keer speelde. In 1963 maakte hij de overstap naar Boca Juniors. Datzelfde jaar bereikte hij met Boca de finale van de Copa Libertadores tegen Santos. Sanfilippo scoorde zowel in de heen- als terugwedstrijd, maar Coutinho en Pelé scoorden telkens een goal meer waardoor ze genoegen moesten nemen met een tweede plaats. In 1964 werd hij buiten gezet na een incident in een wedstrijd tegen zijn voormalige club San Lorenzo. In 1972 keerde hij nog terug naar San Lorenzo en pakte ook de titel met de club. Hierna ging hij op pensioen. In 1978 speelde hij wel nog voor vierdeklasser San Miguel. Hij werd drie keer topscorer van de Argentijnse competitie, één keer van Zuid-Amerika en ook één keer van de Copa Libertadores, toen hij voor Boca speelde. Hij staat op de achtste plaats in de lijst van topschutters van de Argentijnse competitie.